# ジャッキー・チェンの醒拳
『ジャッキー・チェンの醒拳』（ジャッキー・チェンのせいけん、原題：龍騰虎躍、英語題：Fearless Hyena II）は、1983年に製作された香港映画。ロー・ウェイ製作総指揮、チェン・チュアン監督。羅維影業有限公司制作。

## 概要
『クレージーモンキー 笑拳』のNGカットの流用、撮影が中止となった作品『鬼手十八翻』のカット、『拳精』と『龍拳』の本編カットの流用、ダミー俳優による追加撮影のカットで構成されている。別の映画のカットの流用やダミー俳優を使って映画を製作するという方式はブルース・リーの『死亡遊戯』を連想させるが、主演俳優が死亡していない点が異なる。このことから、当時アジアでのジャッキー・チェン人気がいかに高かったかを窺い知ることができる。
もうひとつ別にジャッキーに無断で『ヤングマスター 師弟出馬』のシーンと『笑拳』の未使用シーンを使用して完成させたもうひとつのバージョンが存在する。この初期編集バージョンの公開に怒ったジャッキーはロー・ウェイを告訴してそのバージョンを封印させてしまった。そのため現在では初期編集バージョンの本作を観ることはできない。
本作についてはジャッキーは自伝において、「ローは、僕がわずかに撮影したシーンと、『クレージーモンキー 笑拳』の没フィルムや、僕のそっくりさんを使って追加撮影し、つぎはぎした作品を作って儲けようとした」「劇中で僕の容貌を称して『小さな目』『大きな鼻』『猿のような長い髪』などと、僕を侮辱する会話を録音している」（ただし、このセリフはオリジナル版笑拳にあったもの）「あまりにも粗末なので裁判沙汰にしようと思った」と憤然やる方ない怒りを率直に綴っている。この作品はジャッキーに1円の利益も与えていなかった。その後ロー・ウェイ時代の作品がユニバーサルでDVD化された際はリマスターを行い、「ジャッキー・チェン主演」作品として発売された。報酬を得ているかは不明。
ジャッキー・チェン作品の日本劇場公開時には、原語のままで公開されることが多かったが、この作品は珍しく日本語吹替で公開された。日本での同時上映は、関東では「ジャッキー・チェン拳スペシャル」というそれまでの東映配給の作品のハイライトシーンを編集した作品で、地方では『北斗の拳』（アニメ作品）だった。劇場公開の時点で既に全長版から60分程にカットされた短縮版であり、テレビ放送も初回から90分枠で製作、放送されたため、リピート放送はほとんどされない。日本で最初にビデオリリースされたときの邦題は『新・クレージーモンキー/大笑拳』。ビデオ・DVDでは『醒拳』という邦題もある。本作は長い間幻の作品だったが2010年代にブルーレイ化される際にフィルムが東映の倉庫から発掘された。

## 制作の経緯

### ロー・ウェイとの関係
1974年に『ジャッキー・チェンの秘龍拳 少林門』に出演後、一時期映画界を退いていたジャッキー・チェンは、1976年にロー・ウェイ（羅維）が立ち上げた映画会社・羅維影業公司と10本の映画出演契約を結び再デビュー。当初ジャッキーはブルース・リーの後釜的な扱いで、シリアス路線で売り出しを図られていたが、ジャッキーのシリアス作品は配給会社が買い渋ったためなかなか公開されないという状態が続いた。それでも同じような作品を録り続ける強引なローにジャッキーは当初から不満で、対立は深刻であった。これによりロー・ウェイも方向転換をせまられ、コミカル路線で映画が製作されたものの、ローの手にかかった作品は依然配給会社が手をつけず、ジャッキーは俳優としては苦しい状態にあった。
そんなときに当時新進気鋭のプロデューサーであった呉思遠に貸し出される形で2本の映画に主演した。それが『スネーキーモンキー 蛇拳』（1976年）と『ドランクモンキー 酔拳』（1978年）で、ジャッキーの本来のキャラクターであるコミカルな面を活かしたのが功を奏し大ヒット、ジャッキーはようやく香港でスターダムにのし上がる。

### ジャッキージャック事件（二重契約のトラブル）
ジャッキーは、1979年に親友であり自身のマネージャーでもあるウィリー・チェンと共同で個人プロダクション「豊年影業公司」を設立、監督も兼任した『クレージーモンキー 笑拳』を完成させた。その後、事実上ロー・ウェイとの契約は終了していたが、スターに育ててくれた義理もあり、『醒拳』の出演契約を結び、『―笑拳』に続いて監督も兼任することとなった。だが前述のとおりローが制作するジャッキー作品は配給会社が買わなくなっており、（羅維は『鬼手十八翻』制作の際に配給会社と裁判沙汰にまで発展）ジャッキーとウィリーは「このままローの元へ戻ったら俳優として危ない」と判断。またジャッキーにはゴールデン・ハーベストから破格の契約金を提示され、かつて憧れの存在だったブルース・リーも所属し、海外へも進出を始めていたという点に魅力を感じ、ウィリーや、ゴールデン・ハーベスト社長のレイモンド・チョウらと、本格的にローから離脱してゴールデン・ハーベストに移籍する計画を画策する。
ローはジャッキーを逃さないために契約書を改竄し、ジャッキーはローの元から逃れられない状況にあった。しかしローに命じられて契約書を改竄した社員が翻身してジャッキー側についたことから、ジャッキーは「裁判沙汰となればローの悪事を証明できる」と判断し、『醒拳』のプロモーション用スチル数枚を撮影した後は同作品の製作を放置する。その後ジャッキーはゴールデン・ハーベスト社と契約を結び『ヤングマスター 師弟出馬』（1980年）監督・主演の契約を締結。続いて『バトルクリーク・ブロー』（1980年）、『キャノンボール』（1981年）出演のため渡米した。これらの行動はほぼ極秘裏に進められたため、香港ではジャッキーが「『醒拳』をドタキャンして行方不明」になったとして「失踪事件（ジャッキージャック事件）」騒ぎになった。
ロー・ウェイはこれに激怒し、暴力団を使ってジャッキーに追い込みをかけるなど事態は最悪の状況に陥りつつあったが、結果的に香港黒社会と深いつながりのある香港映画界のドン、ジミー・ウォングがロー、ジャッキー、暴力団との間を取り持って最終的に和解という形となった。
ジャッキーに去られたローは『醒拳』を、ジャッキーの許可なく『クレージーモンキー 笑拳』のNGフィルムを無断流用し、さらにはジャッキーのダミー俳優を起用するなどしてストーリーの不足部分を補い、作品を完成させた。

## あらすじ
清朝末期の広東。末世流の極悪兄弟に命を狙われた六合八卦拳の使い手、チン兄弟は、それぞれが幼い息子を連れて別々に逃亡を図る。数年後、青年に成長したロン（ジャッキー・チェン）は、父から八卦拳を伝授されるが、ギャンブルとケンカに明け暮れる毎日を過ごしていた。一方、物乞い集団に匿われて生活していた従兄弟もまた、修行をサボり自堕落な日々を送っていた。ある日、街で末世龍兄弟に見つかり、父を殺されてしまったロンは、伯父をたよって物乞いの家を訪ねるが、そこにも末世流が現れ、伯父もまた無惨に殺されてしまう。残されたロンと従兄弟は協力して猛特訓を積み、末世流兄弟に仇討ちを挑む。

## キャスト
| 役名       | 俳優                 | 日本語吹替 | 日本語吹替   |
| 役名       | 俳優                 | 劇場公開版 | 日本テレビ版 |
| ---------- | -------------------- | ---------- | ------------ |
| ロン       | ジャッキー・チェン   | 石丸博也   | 石丸博也     |
| ヤス       | ワイ・ティンチー     | 稲垣悟     | 関俊彦       |
| 天鬼       | ヤム・サイクン       | 銀河万丈   | 麦人         |
| ナン       | ジェームズ・ティエン | 小島敏彦   | 円谷文彦     |
| ペイ       | チェン・ホイロウ     | 仁内建之   | 石森達幸     |
| 店主       | ディーン・セキ       | 池田勝     | 山野史人     |
| ショウリン | リン・インジュ       | 島津冴子   | 吉田美保     |
| ケロ       | ハン・クォツァイ     | 二又一成   | 堀内賢雄     |
| 地鬼       | クアン・ユン・ムン   | 郷里大輔   | 大塚芳忠     |
| キン       | マー・チアン         | 屋良有作   | 幹本雄之     |
| チュウ     | ペン・カン           | 竹本拓     | 田中雅彦     |
| ブル       | チョン・テン         | 田原アルノ | 柴本浩行     |

- 日本テレビ版：翻訳：酒東健児　他キャスト：鹿島信哉、辻つとむ、山口勝平、村田美代子、原聖子
- 劇場公開版：DVD、BDに収録

劇場公開後の1990年代、「新・怒りの鉄拳」と同様に日本テレビにて深夜映画枠番組にてテレビ放送された。90分枠での放送だったため本編は正味約72分だった。なお、キャストの役名が大幅に変更されていた。

## スタッフ
- 監督：チェン・ツァン 陳全
- 製作総指揮：ロー・ウェイ 羅維
- 製作：スー・リーホワ 許麗華
- 脚本：米奇
- 武術指導：シュウ・シャオホン 徐小洪

## 日本版サウンドトラック
日本劇場公開版のオリジナルサウンドトラックがポニーキャニオンより発売されており、佐久間正英がそれを担当、主題歌は松岡一美（時代錯誤）の「一番星のブギ」。2012年現在は絶版となっており入手困難。
以下は収録曲（43分40秒）。
- 01.FIRST BLOOD
- 02.HOP,STEP,CHAMPⅠ
- 03.冒険王／唄：時代錯誤
- 04.醒拳ファイティング
- 05.LEGEND OF THE BROTHERS
- 06.一番星のブギ／唄：松岡一美（時代錯誤）　作詞・作曲：高橋研　編曲：佐久間正英
- 07.HOP,STEP,CHAMPⅡ
- 08.WAKE UP!醒拳
- 09.RETURN OF THE GREAT ARMS
- 10.LAST BLOOD